# Spuščanje zmajev
Spuščanje zmajev je konjiček, pri katerem zmaja na eni ali več vrvicah s pomočjo vetra držimo v zraku.

## Zgodovina
Spuščanje zmajev izvira na Kitajskem. Različni viri podajajo različne začetke, ki so verjetno bolj legende kot resnica. Tako naj bi prvi zmaj bilo pokrivalo kmeta, ki si je kapo zaradi močnega vetra privezal na vrvico. Prve omembe segajo v peto stoletje pred našim štetjem. Izdelovalca zmajev Kungshu P'an (njegovi zmaji so imeli oblike ptic in so lahko leteli tri dni) in Mo Ti (izdelal naj bi zmaja iz lesa v obliki sokola, za kar naj bi porabil tri leta) sta znana iz kitajskih tradicionalnih zgodb. Zapis iz leta 196 B.C. omenja generala Han Hsina, ki naj bi z zmajem ocenil razdaljo med svojimi vojaki in utrdbo, ki so jo oblegali. Tako so skopali rov pod obzidjem in osvojili mesto.
Zmaji so se od tam razširjali. Najprej v Korejo, nato preko Azije v Indijo. Na Japonsko naj bi jih prinesli budistični menihi v sedmem stoletju. Uporabljali so jih za preganjanje zlih duhov in zagotavljanje bogatega pridelka. Prvi dokaz o zmajih v Indiji je mongolska slika okrog leta 1500, na kateri mladenič z zmajem pošilja pisma svoji zaprti ljubici.
Mnogo je zgodb, kako so v Mikroneziji na zmaje pritrjevali vabe in z njimi lovili ribe. Miti iz Polinezije govorijo o bratih bogovih, ki sta se bojevala z zmaji. Zmagovalec je svojega zmaja spustil najvišje. Tako na nekaterih otokih še danes prirejajo tekmovanja v spuščanju zmajev in tistega, ki poleti najvišje, podarijo bogovom.
Marco Polo je zgodbe o zmajih v Evropo prinesel konec trinajstega stoletja (leta 1295). Sredi šestnajstega stoletja se začnejo prvi festivali bojevanja z zmaji na Japonskem (Hamamatsu leta 1558 in Nagasaki Hata 1568).
Prva slika zmaja je v Angliji objavljena leta 1635. John Bate je napisal delo The Mysterys of Nature and Art, kjer je opisal, kako zmaja uporabiti za petardo: How to make fire Drakes .
Kasneje so zmaje začeli uporabljati znanstveniki. Tako sta škotska meteorologa dr. Alexander Wilson in Thomas Melville leta 1749 zmaja uporabila za določevanje temperaturnih variacij z višino. Benjamin Franklin je z zmaji proučeval elektriko. Sir George Caley, Samuel Langley, Lawrence Hargrave, Alexander Graham Bell in brata Wright, pionirji letenja, so vsi najprej eksperimentirali z zmaji in tako prinesli velik napredek letalstvu.
Uporabnost zmajev je prišla na dan tudi med svetovnima vojnama. Med prvo svetovno vojno so zmaje uporabljali Angleži, Italijani, Rusi in Francozi za namene opazovanja in signaliziranja, vendar je prihod letal zmaje potisnil v ozadje. Nemška vojska je uporabljala škatlaste zmaje za dviganje opazovalca na svojih podmornicah in na ta način povečala vidni obseg. Med drugo svetovno vojno so Američani zmaje uporabljali v več namenov. Z njimi so markirali, kako nizko lahko letijo letala med vajami, piloti so po zasilnih pristankih na morju spuščali zmaje Gibson-Gril Box, da so bili hitreje opaženi. Večje zmaje, ki so jih lahko krmarili, pa so uporabljali za tarče.
Z leti pa je uporaba zmajev prešla iz znanstvenega in vojaškega področja popolnoma v domeno rekreacije in hobijev. Zadnjih 50 let so predvsem novi materiali (nylon, ripstop, grafitna, karbonska in optična vlakna) spuščanje zmajev postavila na nov nivo. Zmaji so postali močnejši, lažji, bolj barviti in bolj odporni. Leta 1972 je Peter Powell uvedel prvi zmaj na dve vrvici in spuščanje zmajev je postalo pravi šport. Navdušenci so z novimi modeli izvajali precizne manevre, letali hitreje in izvajali raznorazne trike.
Večji in bolj močni zmaji so se na tržišču pojavili okrog leta 1980. Novozelandčan Peter Lynn je takrat javnosti predstavil kovinski tricikel (buggy), ki ga je poganjal zmaj. Od leta 1990 tako najdemo zmaje kot pogonsko sredstvo na kopnem, na ledu in na vodi. Leta 1999 je ekipa uporabila zmaja za vleko sani na Severni tečaj.

## Vrste zmajev
Obstaja več različnih delitev zmajev na vrste. Najenostavnejša je delitev glede na število vrvic, s katerimi zmaja upravljamo. Na ta način zmaje razdelimo na
- enovrvične zmaje
- dvovrvične zmaje
- večvrvične zmaje

Druga pogosta delitev je glede na njihovo obliko. Vendar so dvovrvični in večvrvični zmaji navadno precej omejeni, kar se tiče oblik, zato si vrste zmajev glede na obliko poglejte pod enovrvični zmaji.